# Palais de Brejoeira
Le Palais de Brejoeira est situé à Monção, dans le nord du Portugal.

## Historique
Il s'agit d'un palais de style néoclassique dont la construction a débuté au début du XIXe siècle et s'est terminé vers 1834. Sa construction a été commandée par Luis Pereira Velho de Moscoso. Bien qu'il n'y ait aucune preuve sur l'auteur du projet, celui-ci a été attribué à Carlos Amarante l'un des plus importants architectes de l'époque en activité dans le nord. N'appartenant pas à la noblesse, Luis de Moscoso ne pouvait pas construire un palais avec quatre tours. Toutefois, le roi l'autorise à construire une troisième tour. Les travaux se sont poursuivis sous la direction de son second fils, Simon (1805-1881).

## Caractéristiques
Il se compose d'un groupe remarquable qui comprend un palais entouré d'un bosquet ombragé, des jardins de style anglais et de vastes vignobles d'Alvarinho.
Les jardins donnent à ce palais un environnement exubérant. 

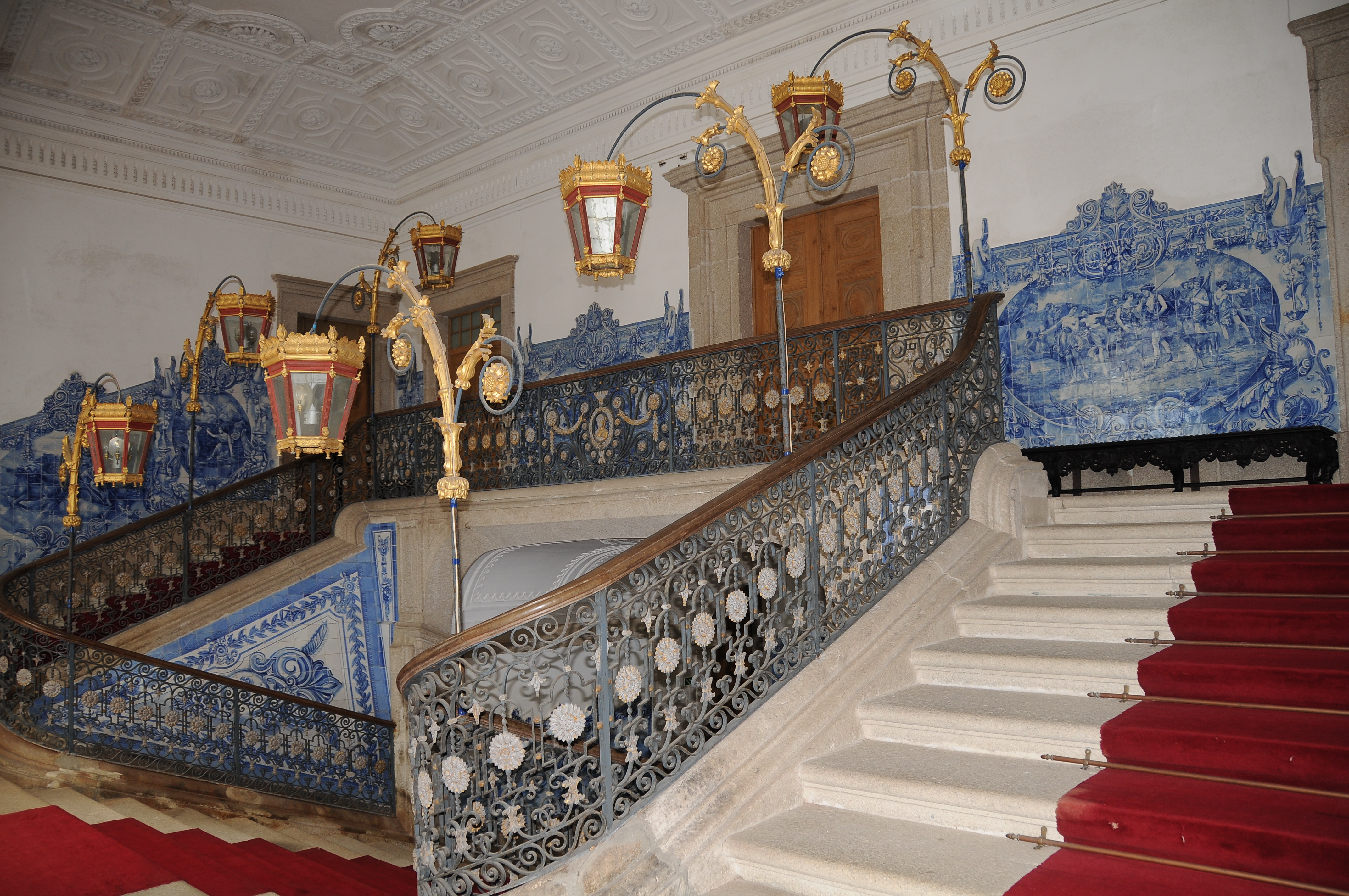
Escaliers intérieurs.